# Sebastian Kobiernicki
Sebastian Kobiernicki herbu Dołęga – pisarz ziemski płocki w 1587 roku, deputat na Trybunał Główny Koronny w 1585 roku, poborca płocki w 1576 roku.
Poseł województwa płockiego na sejm koronacyjny 1576 roku i sejm 1582 roku. Poseł płocki na konwokację 1587 roku.